# فرانسیس برگن
فرانسیس برگن (انگلیسی: Frances Bergen؛ ۱۴ سپتامبر ۱۹۲۲ – ۲ اکتبر ۲۰۰۶) یک هنرپیشه و مدل اهل ایالات متحده آمریکا بود.
از فیلم‌ها یا برنامه‌های تلویزیونی که وی در آن نقش داشته است می‌توان به تایتانیک و ژیگولوی آمریکایی اشاره کرد.